# Ramats
La  Ramats è una frazione del comune di Chiomonte, nella Val di Susa in provincia di Torino.
Situato a 1.000 metri di altezza, è un piccolo paesino caratteristico costituito da tre borgate Borgata Sant'Antonio, Borgata San Giuseppe e la Borgata Sant'Andrea

## Storia
Come per Chiomonte, anche per la frazione Ramats le origini si perdono nel tempo: ritrovamenti di pietre con coppelle incise testimoniano la presenza di popoli celtici nella  zona.
Dal 756 le Ramats (con il testamento di Abbone) fanno parte della proprietà del  monastero di Novalesa.
Dopo la partenza dei Saraceni (880-1000) che lasciarono una rete di canali per  l’irrigazione, le Ramats seguono le vicende storiche di Chiomonte.
I quattro nuclei abitati, cui si sono originate le borgate attuali (Sant’Antonio, San Giuseppe, Sant’Andrea, Baccon, Champriond, Maison e Verger), nacquero probabilmente intorno all’anno Mille.
Dal 1200 al 1713 le Ramats sono zona di confine del Delfinato, l’antico stato che comprendeva il Brianzonese e le Valli di Oulx fino a Chiomonte. La regione al di qua delle Alpi era amministrata dalla Prevostura di Oulx.
L’agricoltura e la pastorizia ebbero grande importanza per l’economia locale: l’ottima esposizione al sole si rivelò favorevole per la coltivazione della vite, fiorenti erano anche i castagneti, mentre, attorno alle case, vi erano campi coltivati a grano e segale.
Curiosamente, una coltivazione che, attorno al 1400 prese piede fu quella dello zafferano, usato come colorante dai pittori dell’epoca: quantitativi discreti di questo prodotto venivano esportati ad Avignone, sede, all’epoca, del Papato, grande committente di affreschi a motivo religioso.
Due carrozzabili rispettivamente dalla Frazione Cels di Exilles e da Chiomonte, collegano alla frazione, soppiantando le vecchie mulattiere, che costituivano un’intricata rete viaria su per la montagna.